# Xahriyar II ibn Xarwin
Shahriyar II ibn Sharwin fou ispahbad bawàndida de Tabaristan. Va succeir al seu pare Sharwin II ibn Rustam vers el 930 o 931.
Després de l'ensorrament del domini zaydita alida al Tabaristan, l'ispahbad bawàndida es va embolicar en el conflicte entre els buwàyhides i els ziyàrides pel domini del territori: el ziyàrida Wushmgir estava casat amb una germana de Sharwin II i el 943 quan fou expulsat de Rayy pel buwàyhida Rukn al-Dawla, es va refugiar amb el seu parent Shahriyar II a Shahriarkuh.
El 947/948 el buwàyhida Rukn al-Dawla va conquerir Tabaristan i Shahriyar se li va haver de sotmetre personalment però en realitat romania lleial a Wushmgir i als samànides i el 964 fou enderrocat pel seu germà Rustam ibn Sharwin (Rustam II) amb suport buwàyhida; va fugir a territori samànida i el 968 era a Gurgan amb un exèrcit samànida que avançava contra Rukn al-Dawla; és la darrera vegada que és esmentat i potser va morir en la campanya. El poder el tenia Rustam II que tenia el suport dels buwàyhides, el qual va encunyar monedes a Firim entre el 964 i 979 en totes les quals el seu senyor buwàyhida és reconegut i per les quals se sap també que era xiïta; fou el pare (o avi) de Sayyeda, l'esposa del buwàyhida Fakhr al-Dawla, que a la mort d'aquest fou regent a Rayy en nom del fill menor d'edat Majd al-Dawla.